# Молина, Хесус
Хесус Антонио Молина Гранадос (исп. Jesús Antonio Molina Granados; родился 29 марта 1988 года в Эрмосильо, Мексика) — мексиканский футболист, опорный полузащитник клуба «Гвадалахара» и сборной Мексики.

## Клубная карьера
Молина — воспитанник клуба УАНЛ Тигрес. Осенью 2007 года, он был включен в заявку тренером Америко Гальего, а 24 августа 2007 дебютировал в матче против «Веракрус». Хесус довольно быстро завоевал место в основном составе. Молина не выпал из основы даже с приходом на тренерский мостик Мануэля Лапуэнте. 9 мая 2009 года в матче против «Монаркас Морелия» Хесус был признан лучшим игроком матча. В том же 2009 году он выиграл Североамериканскую суперлигу. В полуфинале турнира против «Сантос Лагуна», Молина открыл счет на 3-й минуте и помог своей команде победить.
Летом 2011 года Хесус перешёл в «Америку». Сумма трансфера составила 1,3 млн. долларов. 24 июля в матче против «Керетаро» он дебютировал за столичную команду. 26 февраля 2012 года в поединке против «Атланте» Молина забил свой первый гол за «Америку». В 2013 году он стал чемпионом Мексики вместе с командой из Мехико.
В начале 2015 года Молина перешёл в «Сантос Лагуна». 18 января в поединке против «Крус Асуль» он дебютировал за новую команду. В поединке против «Монтеррея» Молина забил свой первый гол за клуб. В своём дебютном сезоне Хесус помог «Сантос Лагуне» выиграть чемпионат.
В начале 2017 года Молина присоединился к «Монтеррею». 9 января в матче против в матче против «Пуэблы» он дебютировал за новую команду. В этом же поединке Хесус сделал «дубль», забив свои первые голы за «Монтеррей».

## Международная карьера
Первый вызов в сборную Мексики Молина получил от тренера национальной команды Хавьера Агирре на товарищеский матч против сборной Северной Кореи. 18 марта 2010 года состоялся его дебют, в конце встречи Хесус заменил Хавьера Эрнандеса.
В 2013 году в составе национальной команды Хесус принял участие в Кубке Конфедераций. На турнире в Бразилии он был запасным и не поле так и не вышел.
В 2016 году Молина принял участие в Кубке Америки в США. На турнире он сыграл в матчах против команд Ямайки и Венесуэлы.
В 2017 году Молина стал бронзовым призёром Золотого кубка КОНКАКАФ. На турнире он сыграл в матчах против Сальвадора, Гондураса и дважды Ямайки.

## Достижения
Командные
 УАНЛ Тигрес
- Североамериканская суперлига — 2009

 «Америка» (Мехико)
- Чемпионат Мексики по футболу — Апертура 2013

 «Сантос Лагуна»
- Чемпионат Мексики по футболу — Клаусура 2015

Международные
 Мексика
- Золотой кубок КОНКАКАФ — 2017